# Gmina Nekla
Die Gmina Nekla ist eine Stadt-und-Land-Gemeinde im Powiat Wrzesiński der Woiwodschaft Großpolen in Polen. Ihr Sitz ist die gleichnamige Stadt (deutsch Nekla) mit etwa 3800 Einwohnern.

## Gliederung
Zur Stadt-und-Land-Gemeinde (gmina miejsko-wiejska) gehören neben der Stadt Nekla weitere 16 Ortsteile (deutsche Namen bis 1945) mit einem Schulzenamt (sołectwo).
- Barczyzna
- Chwałszyce
- Gąsiorowo (Gasiorowo, 1939–1945 Gänsenheim)[3]
- Gierłatowo (Gierlatowo, 1939–1945 Grüntal)[3]
- Kokoszki (Kokoszki, 1939–1945 Hennendorf)[3]
- Mała Górka (Malagorka, 1939–1945 Kleinberg)[3]
- Nekielka (Nekielka, 1939–1945 Nekla Hauland, älter auch Nekler Holland[4]) mit Kirche[3]
- Opatówko (Opatowko, 1939–1945 Offenberg)[3]
- Podstolice (Podstolice, 1939–1945 Tischdorf)[3] siehe auch: Gutshof in Podstolice
- Racławki
- Starczanowo
- Stępocin
- Stroszki (Stroszki, 1939–1945 Meisterhof)[3]
- Targowa Górka
- Zasutowo (Zasutowo, 1939–1945 Schüttwitz)[3]

Weitere Ortschaften der Gemeinde ohne Schulzenamt sind Mystki und Rajmundowo.